# تک‌ریدار
تک‌ریدار (به انگلیسی: TechRadar) یک انتشارات برخط است که بر موضوعاتی چون فناوری، اخبار و بررسی محصولات با فناوری نو به خصوص تلفن همراه می‌پردازد. فیوچر پی‌ال‌سی که ششمین انتشارات بزرگ بریتانیا است، مالک تک‌ریدار است. از دیدگاه بازدید، تک‌ریدار محبوب‌ترین وب‌گاه فناوری در بریتانیا است.